# کرومون
کرومون (به انگلیسی: Chromone) (یا ۴٬۱-بنزوپیرون) مشتقی از بنزوپیران با یک استخلاف گروه کتو بر روی حلقه پیران است. این ترکیب ایزومر کومارین است.